# 反應棒

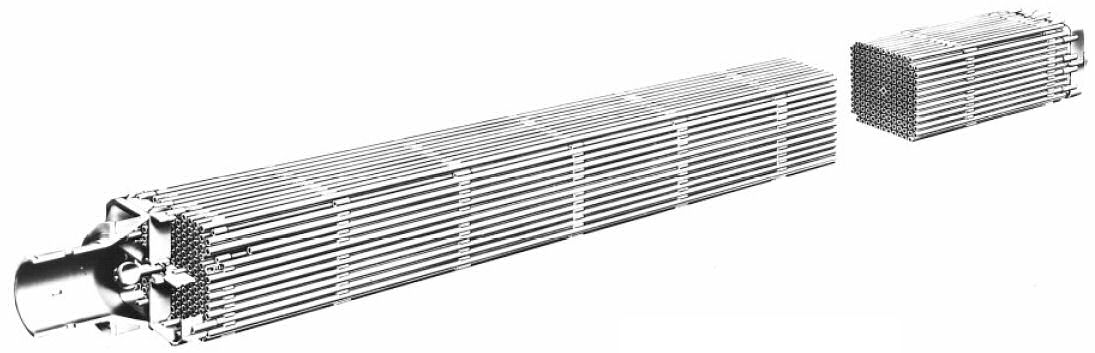
薩瓦那號核動力船（NS Savannah）船上壓水式反應爐所使用的燃料束

燃料棒（英語：fuel rod），是反应爐中核分裂材料的来源。多为较低纯度的浓缩铀，製作成一顆顆燃料丸或燃料柱再封裝金屬外殼成為燃料棒。視反應爐型式的不同，通常會以多根燃料棒組成一組燃料束（fuel bundle）或燃料組件（fuel assembly）。
被裝進反应爐后，这些燃料棒会在反应爐中待上大约3年，在这3年中，它们会消耗自身包含的铀的3%，在这之后，它们会被送到冷卻池，在这里，核分裂中产生的一些半衰期短的同位素会衰变掉。在这里待上大约5年后，这些燃料棒的放射性会降低到安全范围之内，之后就会被装进干式贮存桶永久储藏，等待未來進行深地質處置或被送到再处理工厂进行再处理。
使用铀作为燃料的反应爐中，分裂产物中包括钚，一种可以制造核武器的裂变材料，因此燃料棒的再处理有时会引起国际争议。